# Lakewood (Wisconsin)
Lakewood es un pueblo ubicado en el condado de Oconto en el estado estadounidense de Wisconsin. En el Censo de 2010 tenía una población de 816 habitantes y una densidad poblacional de 4,35 personas por km².

## Geografía
Lakewood se encuentra ubicado en las coordenadas 45°20′22″N 88°26′3″O / 45.33944, -88.43417. Según la Oficina del Censo de los Estados Unidos, Lakewood tiene una superficie total de 187.54 km², de la cual 183.57 km² corresponden a tierra firme y 3.97 km² (el 2.12 %) a agua.

## Demografía
Según el censo de 2010, había 816 personas residiendo en Lakewood. La densidad de población era de 4,35 hab./km². De los 816 habitantes, Lakewood estaba compuesto por un 97.3 % de blancos, un 0.12 % de afroamericanos, un 1.59 % de amerindios, un 0.12 % de asiáticos y un 0.86 % de pertenecientes a dos o más razas. Del total de la población el 0.74 % eran hispanos o latinos de cualquier raza.